# Roller derby en Colombia
El roller derby es un deporte creado en Estados Unidos que está en proceso de formación en Colombia debido a las pocas ligas conformadas en el país.

## Historia[1]

### La historia delroller derbyfemenino colombiano
En Colombia apareció hacia el año 2009, en donde un grupo de mujeres de la ciudad de Bogotá inspiradas por la película Whip It Rollers Girls deciden conformar un equipo.
Rock And Roller Queens es uno de los equipos pionero del roller derby en Bogotá y en el país; dicha acción dio pie a la conformación de varios equipos en la ciudad y su posterior expansión por el país (Cali, Medellín, Bucaramanga, Manizales, Ibagué); a tal punto que al año 2016, ya se contaba con 25 equipos.

### La historia delroller derbymasculino colombiano
La participación masculina en este deporte en un inicio, se limitó a ser acompañantes, árbitros o entrenadores.
En 2012 un joven quién se acercó a las chicas de Bogotá Bone Breakers con la idea de crear el primer equipo masculino, que se llamaría Rhynos. La idea nunca se materializó y no fue hasta 2013, con la fundación de Combativos en Bogotá y Caverniquads en Palmira. 
Posteriormente fueron apareciendo más equipos de carácter masculino logrando que en el 2017 en la ciudad de Armenia se realizara el primer torneo nacional de la rama masculina, afianzándose a un más en el país; logrando que para el 2018 se conformara el equipo masculino de Colombia (Team Colombia Roller Derby) participando en el Mundial de Roller Derby realizado en Barcelona, España.

## Equipos actuales 2024

### Equipos femeninos
| Equipo                        |
| ----------------------------- |
| Bogotá Bone Breakers          |
| Capital Rats Bogotá           |
| Rock And Roller Queens        |
| Combativas Revoltosas         |
| Quimeras Bogotá               |
| Rebel City Cali               |
| Violet Attack                 |
| Radical Roller Derby Medellín |
| Central Derby                 |
| Tumbagas Roller Derby Armenia |

### Equipos masculinos
| Equipo              |
| ------------------- |
| Kings               |
| Vanguardia          |
| Rebel City Cali     |
| Brawlers Sharks Baq |

## Torneo Un Verano en Medellín Vol. 1
| Año  | Sede                  | PARTIDO 1 Día 1      | PARTIDO 1 Día 1 | PARTIDO 2 Día 1 | PARTIDO 2 Día 1 | PARTIDO 3 Día ? | PARTIDO 3 Día ? | PARTIDO 4 Día ? | PARTIDO 4 Día ? | PARTIDO 5 Día ? | PARTIDO 5 Día ? |
| ---- | --------------------- | -------------------- | --------------- | --------------- | --------------- | --------------- | --------------- | --------------- | --------------- | --------------- | --------------- |
| 2025 | Copacabana, Antioquia | Radical Roller Derby | Viollet Attack  | ?               | ?               | ?               | ?               | ?               | ?               | ?               | ?               |
| 2025 | Copacabana, Antioquia | 162                  | 85              | ?               | ?               | ?               | ?               | ?               | ?               | ?               | ?               |

Este torneo logró posicionar a ? en el puesto número ? con ? puntos medios de clasificación de acuerdo al 

## Torneo Latinazo 2023
| Año  | Sede                | PARTIDO 1 Día 1     | PARTIDO 1 Día 1      | PARTIDO 2 Día 2      | PARTIDO 2 Día 2 | PARTIDO 3 Día 2 | PARTIDO 3 Día 2      | PARTIDO 4 Día 3      | PARTIDO 4 Día 3           | PARTIDO 5 Día 3      | PARTIDO 5 Día 3 |
| ---- | ------------------- | ------------------- | -------------------- | -------------------- | --------------- | --------------- | -------------------- | -------------------- | ------------------------- | -------------------- | --------------- |
| 2023 | Lanús, Buenos Aires | Sailor City Rollers | Bogotá Bone Breakers | Bogotá Bone Breakers | 2x4 Lxs Pibxs   | 2x4 Team Osom   | Bogotá Bone Breakers | Bogotá Bone Breakers | Metropolitan Roller Derby | Bogotá Bone Breakers | Atomic Bombs    |
| 2023 | Lanús, Buenos Aires | 133                 | 117                  | 208                  | 78              | 209             | 33                   | 141                  | 156                       | 267                  | 85              |

Este torneo logró posicionar a Bogotá Bone Breakers en el puesto número 3 con 92,88 puntos medios de clasificación de acuerdo al ranking de WFTDA Latinoamericano.

## Torneo Capital Inframundo II

### Femenino
| Año          | Sede           | Campeón              | Subcampeón   | Tercero          | Cuarto                 | Quinto    | Sexto            |
| ------------ | -------------- | -------------------- | ------------ | ---------------- | ---------------------- | --------- | ---------------- |
| 2023 Detalle | Bogotá         | Bogotá Bone Breakers | Capital Rats | Tacones Bandidos | Rock And Roller Queens | Monterrey | Panties Dinamita |
| 2023 Detalle | PUNTAJE TOTAL: | 1,560                | 1,257        | 1,081            | 357                    | 295       | 290              |

### Masculino
| Año          | Sede           | Campeón          | Subcampeón | Tercero | Cuarto    | Quinto     | Sexto              | Séptimo             |
| ------------ | -------------- | ---------------- | ---------- | ------- | --------- | ---------- | ------------------ | ------------------- |
| 2023 Detalle | Bogotá         | Bototos Bandidos | Vanguardia | Kings   | Bastardos | Minotauros | Quindes Volcánicos | Demons On The Track |
| 2023 Detalle | PUNTAJE TOTAL: | 1,397            | 898        | 819     | 808       | 628        | 161                | 124                 |

## Torneos femeninos nacionales
| Año          | Sede     |                      | Campeón               | Subcampeón            |              | Tercero | Cuarto |
| 2012 Detalle | Bogotá   | Rock'n Roller Queens | Bogotá Bone Breakers  | Combativas Revoltosas | Valkiryas    |         |        |
| 2013 Detalle | Medellín | Rock'n Roller Queens | Bogotá Bone Breakers  | Combativas Revoltosas | Cheetaras    |         |        |
| 2014 Detalle | Bogotá   | Bogotá Bone Breakers | Rock'n Roller Queens  | Combativas Revoltosas | Coalición    |         |        |
| 2017 Detalle | Bogotá   | Bogotá Bone Breakers | Combativas Revoltosas | Rock'n Roller Queens  | Pain Dealers |         |        |

### Palmarés de los torneos nacionales femeninos
| Equipo                | Campeón        | Subcampeón     | Tercer puesto        | Cuarto puesto |
| --------------------- | -------------- | -------------- | -------------------- | ------------- |
| Bogotá Bone Breakers  | 2 (2014, 2017) | 2 (2012, 2013) |                      |               |
| Rock'n Roller Queens  | 2 (2012, 2013) | 1 (2014)       | 1 (2017)             |               |
| Combativas Revoltosas |                | 1 (2017)       | 3 (2012, 2013, 2014) |               |
| Valkyrias             |                |                |                      | 1(2012)       |
| Cheetaras             |                |                |                      | 1(2013)       |
| Coalición             |                |                |                      | 1(2014)       |
| Pain Dealers          |                |                |                      | 1(2017)       |

## Torneos de distrito femeninos
| Año                                    | Sede   | Campeón                | Subcampeón             | Tercero                 | Cuarto                  |
| -------------------------------------- | ------ | ---------------------- | ---------------------- | ----------------------- | ----------------------- |
| 2014 Primer Torneo Distrital Femenino  | Bogotá | Rock And Roller Queens | Combativas Revoltosas  | Bogotá Bone Breakers    | Central Derby D.C       |
| 2015 Segundo Torneo Distrital Femenino | Bogotá | Bogotá Bone Breakers   | Rock And Roller Queens | Combativas Revoltosas   | Fugitivas Roller Punk   |
| 2016 Tercer Torneo Distrital Femenino  | Bogotá | Bogotá Bone Breakers   | Combativas Revoltosas  | Rock And Roller Queens  | Central derby D.C       |
| 2017 Cuarto Torneo Distrital Femenino  | Bogotá | Bogotá Bone Breakers   | Rock And Roller Queens | Combativas Revoltosas   | Central derby D.C       |
| 2018 Quinto Torneo Distrital Femenino  | Bogotá | Bogotá Bone Breakers   | Combativas Revoltosas  | Rock Anda Roller Queens | Central derby D.C       |
| 2022 Sexto Torneo Distrital Femenino   | Bogotá | Bogotá Bone Breakers   | Capital Rats           | Combativas Revoltosas   | Rock Anda Roller Queens |
| 2025 Septimo Torneo Distrital Femenino | Bogotá | *                      | *                      | *                       | *                       |

### Palmarés de los torneos de distrito femeninos
| Equipo                 | Campeón                          | Subcampeón           | Tercero              | Cuarto                    |
| ---------------------- | -------------------------------- | -------------------- | -------------------- | ------------------------- |
| Bogotá Bone Breakers   | 5 (2015, 2016, 2017, 2018, 2022) |                      | 1 (2014)             |                           |
| Rock And Roller Queens | 1 (2014)                         | 2 (2015, 2017)       | 2 (2016, 2018)       | 1 (2022)                  |
| Combativas Revoltosas  |                                  | 3 (2014, 2016, 2018) | 3 (2015, 2017, 2022) |                           |
| Central Derby DC       |                                  |                      |                      | 4(2014, 2016, 2017, 2018) |
| Capital Rats           |                                  | 1 (2022)             |                      |                           |
| Fugitivas Roller Punk  |                                  |                      |                      | 1(2015)                   |

## Torneos de distrito masculinos
| Año                                     | Sede   | Campeón          | Subcampeón      | Tercero | Cuarto     |
| --------------------------------------- | ------ | ---------------- | --------------- | ------- | ---------- |
| 2014 Primer Torneo Distrital Masculino  | Bogotá | -                | -               | -       | -          |
| 2015 Segundo Torneo Distrital Masculino | Bogotá | -                | -               | -       | -          |
| 2016 Tercer Torneo Distrital Masculino  | Bogotá | Rolos Derby D.C. | Máquina del Mal | Kings   | Combativos |
| 2017 Cuarto Torneo Distrital Masculino  | Bogotá | Máquina del Mal  | Kings           | -       | -          |
| 2018 Quinto Torneo Distrital Masculino  | Bogotá | -                | -               | -       | -          |
| 2022 Sexto Torneo Distrital Masculino   | Bogotá | Vanguardia       | Kings           | -       | -          |

## Torneos regionales de la Zona Occidente
| Año  | Sede      | Campeón     | Subcampeón          | Tercero       | Cuarto        |
| ---- | --------- | ----------- | ------------------- | ------------- | ------------- |
| 2012 | Pereira   | Makiabellas | Cheetaras           | Freaky Dolls  | Valkyrias     |
| 2013 | Pereira   | Makiabellas | Freaky Dolls        | Cheetaras     | -             |
| 2014 | Ibagué    | Cheetaras   | Valkyrias           | Titanias      | Pain Dealers  |
| 2016 | Cali      | Valkyrias   | Cheetaras           | Pain Dealers  | Titanias      |
| 2017 | Manizales | Titanias    | Valkyrias           | Pain Dealers  | Violet Attack |
| 2018 | Medellín  | Valkyrias   | Spring City Rollers | Violet Attack |               |

### Palmarés regional de la Zona Occidente
| Equipo             | Campeón        | Subcampeón     | Tercer puesto  | Cuarto puesto |
| ------------------ | -------------- | -------------- | -------------- | ------------- |
| Valkyrias          | 2 (2016, 2018) | 2 (2014, 2017) |                |               |
| Makiabellas        | 2 (2012, 2013) |                |                |               |
| Cheetaras          | 1 (2014)       | 1 (2016)       | 1 (2013)       |               |
| Titanias           | 1 (2017)       |                | 1 (2014)       | 1 (2016)      |
| Freaky Dolls       |                | 1 (2013)       |                |               |
| Spring City Roller |                | 1 (2018)       |                |               |
| Pain Dealers       |                |                | 2 (2016, 2017) | 1 (2014)      |
| Violet Attack      |                |                | 1 (2018)       | 1 (2017)      |